# هلوبوکا ناد ولتاووو
هلوبوکا ناد ولتاووو (به چکی: Hluboká nad Vltavou) یک منطقهٔ مسکونی در جمهوری چک است که در شهرستان چسکه بودیوویتسه واقع شده‌است. هلوبوکا ناد ولتاووو  ۴٬۶۷۸ نفر جمعیت دارد.

## خواهرخوانده
شهرهای Bolligen، نوی‌اشتات آن در آیش و Grein خواهرخوانده‌های هلوبوکا ناد ولتاووو هستند.